# Лемурка рудохвоста
Лемурка рудохвоста (Newtonia fanovanae) — вид горобцеподібних птахів родини вангових (Vangidae).

## Поширення
Ендемік Мадагаскару. Поширений на сході острова. Природним середовищем існування є субтропічні або тропічні вологі низинні ліси.
Тривалий час відомий був з типового зразка, зібраного в грудні 1931 року поблизу Фановани на сході Мадагаскару. Повторне відкриття виду відбулося у жовтні 1989 року у Національному парку Андогагела та у лютому 1990 року у спеціальному заповіднику Амбатовакі. Згодом птаха виявлено ще у кількох місцях.

## Опис
Дрібний птах, завдовжки близько 12 см і вагою 12 г. Голова, лоб, вушні покриви і шия сірі, спина і крила сіро-коричневі. На грудях є блідо-помаранчеві плями. Хвіст біля основи червонуватий. Дзьоб у верхній частині чорний, у нижній — сіруватий.

## Спосіб життя
Це комахоїдний вид, який утворює змішані зграї з іншими видами співочих птахів. Його репродуктивні звички невідомі.